# Calaf
Calaf és una vila i municipi situat al nord de la comarca de l'Anoia. Amb 3.595 habitants (2024), és el principal nucli de població de la comarca natural de l'Alta Segarra. Quant a extensió, en canvi, és el cinquè municipi més petit de la comarca. Calaf es troba al nord-est de l'Altiplà de la Segarra, a una altitud mitjana de 680 msnm, envoltat de camps de secà i rouredes.
La vila de Calaf té uns mil anys d'història, remuntant-se a l'època de la Reconquesta. El poble medieval va créixer al voltant del castell de Calaf, i no ha parat de créixer fins a l'actualitat. No obstant això, el llogaret no va esdevenir vila fins al segle xi, el mateix segle que es va construir el campanar i la façana de l'església del poble i es va començar a desenvolupar econòmicament. Durant la Guerra de Successió, la vila fou objecte d'atacs per part de les forces borbòniques, i més tard va esdevenir el quarter general de Duc de Vendôme en la batalla dels Prats de Rei de 1711. Al segle següent, la vila va notar els efectes de la Guerra del Francès, i durant la Primera guerra Carlina s'hi va dur a terme un setge. Al segle xx, durant la Guerra Civil, l'església de Sant Jaume va ser cremada i el capellà assassinat. Durant les dècades següents, la vila es va recuperar i es va expandir notablement fora del nucli antic, a més de guanyar importància la mineria de carbó que es portava a terme al municipi.
Avui dia, Calaf ha esdevingut el centre entre els pobles del voltant, en bona part gràcies als serveis que ofereix, al mercat del dissabte i per trobar-se molt ben comunicat, entre les carreteres C-25 i C-1412.

## Geografia
- Llista de topònims de Calaf (Orografia: muntanyes, serres, collades, indrets..; hidrografia: rius, fonts...; edificis: cases, masies, esglésies, etc)

### Localització

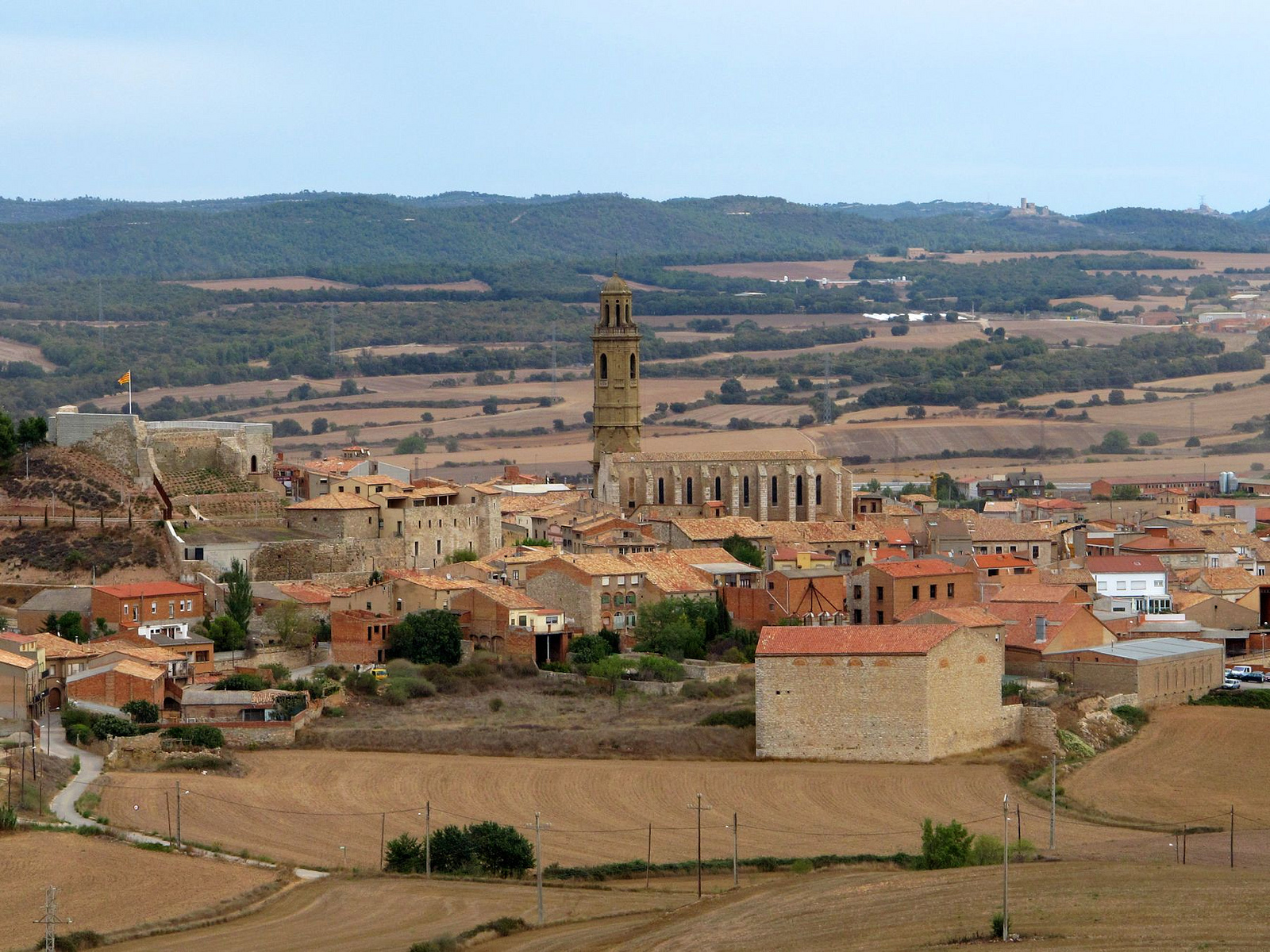
Vista parcial de Calaf

El municipi de Calaf, amb una extensió de 9,22 km² és el més petit de l'Alta Segarra, després del de Sant Martí Sesgueioles, però s'hi concentren gran part dels habitants de la seva contrada. Gairebé no té hàbitat dispers, bé que el seu àmbit s'ha anat estenent en una àrea molt àmplia fora del nucli format entorn de la vila medieval. El terme del municipi, a més de la vila de Calaf comprèn la urbanització de la Pineda.
La superfície del terme de Calaf ocupa el centre geogràfic de l'altiplà al qual dona nom. Aquest altiplà, que forma part de la Depressió Central, és una extensa plataforma calcària, d'uns 700 msnm d'altitud mitjana, que marca la partió entre les aigües que aboquen al Segre (mitjançant el Riubregós i el Sió) i les que aboquen al Llobregat (a través de les rieres de Rajadell i l'Anoia). El municipi limita al nord amb els puigs del Castell (685 m), de Sant Sebastià (765 m) i de Ferrera (759 m) i s'estén vers el sud, sobretot en el sector central, en amples planures de camps de conreu. La part més accidentada i desèrtica és la que s'allarga vers l'oest, per sobre de Sant Martí Sesgueioles i la Guàrdia Pilosa. El sòl del municipi és àrid, amb només algunes clapes de matollars vers l'indret de Ferrera i el Soler Lladrús. La vegetació es constitueix de brolles i garrigues, que ocupen els sectors no conreats, i també d'alguns arbres, sent els més característics l'alzina (de carrasca) i el roure de fulla petita.

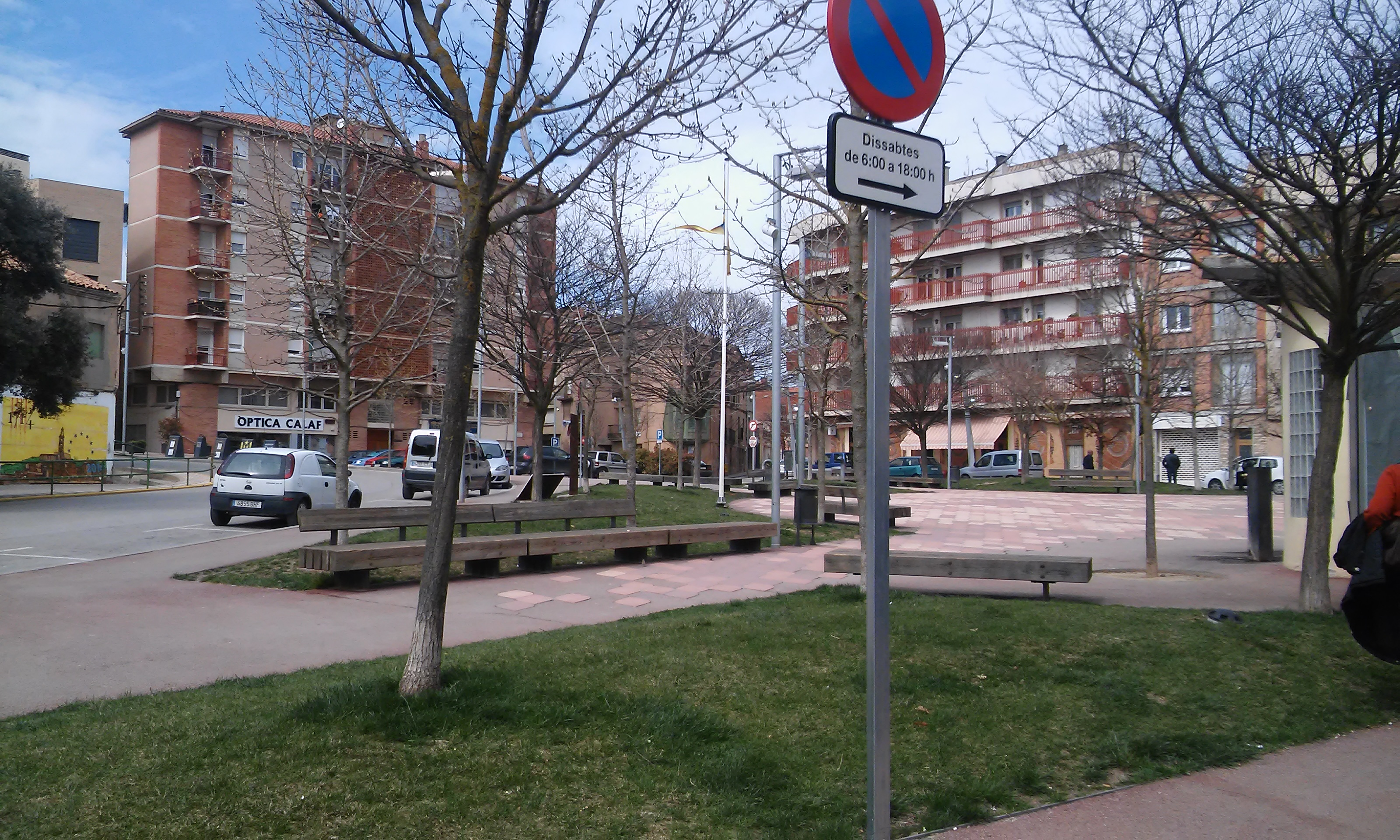
La plaça dels Arbres

El terme de Calaf limita, des del nord i seguint el sentit de les agulles del rellotge amb els municipis de Calonge de Segarra, Sant Pere Sallavinera, els Prats de Rei, Sant Martí Sesgueioles i Pujalt.
| Calonge de Segarra | Pujalt                 | Sant Pere Sallavinera |
| Calonge de Segarra | Rosa dels vents        | Els Prats de Rei      |
| Pujalt             | Sant Martí Sesgueioles | Els Prats de Rei      |

### Clima

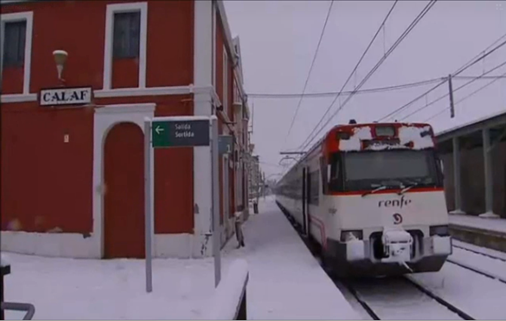
L'estació de Calaf nevada

Calaf té un clima mediterrani continentalitzat per la seva relativa altitud existent de 600 a 780 metres. Es caracteritza d'hiverns força freds, amb una mitjana de 3 °C al febrer, mínimes d'entre -2 i -10 °C, amb molta boira, temperatures sovint sota els 0 °C, grans glaçades i algunes nevades. Els estius són càlids, amb una mitjana de 21 °C al juliol, amb màximes de fins a 35 °C i més quan es produeixen onades de calor.
Les precipitacions són irregulars, produint-se principalment a la tardor i a la primavera, sent l'estiu l'estació més seca. La precipitació mitjana anual és d'uns 500 mm. A l'hivern les precipitacions solen ser de neu
L'escassetat d'aigua ha estat un problema endèmic de Calaf, en part solucionat als darrers anys amb aigües portades de fora, ja que l'aigua del subsòl no és potable per la constitució del terreny.
| Mesos                                 | gen  | feb  | mar  | abr  | mai  | jun  | jul  | ago  | set  | oct  | nov  | des  | Anual |
| Mitjana de temperatures màximes (°C)  | 8.5  | 10.1 | 12.5 | 15.0 | 18.6 | 22.7 | 25.7 | 25.6 | 22.5 | 17.3 | 12.4 | 8.7  | 16.6  |
| Mitjana de temperatures mitjanes (°C) | 5.1  | 6.3  | 8.3  | 10.5 | 14.0 | 18.0 | 19.3 | 19.8 | 18.3 | 13.4 | 8.8  | 5.7  | 12.2  |
| Mitjana de temperatures mínimes (°C)  | -2.7 | -0.2 | 2.2  | 4.2  | 6.0  | 13.4 | 16.2 | 16.4 | 14.1 | 6.6  | 1.3  | -1.8 | 6.3   |
| Precipitacions (mm)                   | 36   | 39   | 57   | 60   | 82   | 71   | 50   | 64   | 77   | 69   | 56   | 50   | 701   |
| ------------------------------------- | ---- | ---- | ---- | ---- | ---- | ---- | ---- | ---- | ---- | ---- | ---- | ---- | ----- |

## Història

### Edat mitjana

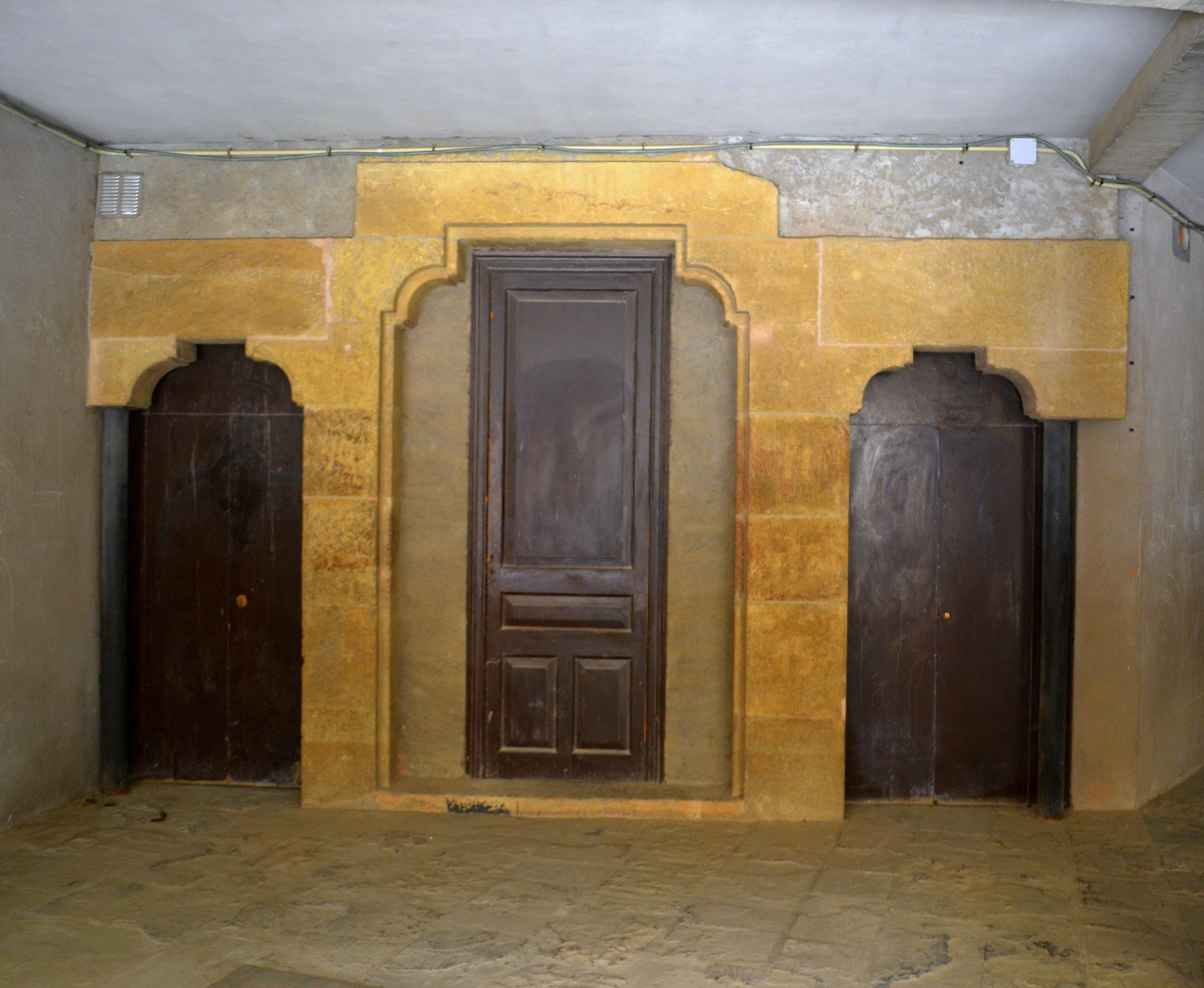
Ajuntament de Calaf

Els comtes catalans, a partir de l'any 801, després de la conquesta de la ciutat de Barcelona i de diversos intents de portar la frontera al riu Ebre, intenten establir una línia de frontera segura, fins a assolir una línia divisòria que s'establí definitivament als rius Llobregat-Cardener. Per la banda musulmana, també es fixà una ratlla fronterera a ponent de la cristiana. Per defensar-la, es repoblà el territori amb tribus amazigues. A la zona de l'alta Segarra es conserven dos topònims que s'han identificat com a amazics: Veciana i Calaf, sens dubte pertanyents a establiments d'aquest grup que devien defensar els llocs claus de la zona.
No se sap molt bé el pas d'aquests establiments a mans cristianes. S'ha considerat que l'alta Segarra fou reconquerida pel comte Guifré el Pilós a la darreria del segle ix. Més endavant, en la reconquesta de l'any 942, el comte Sunyer va ocupar la ciutat de Tarragona i la Conca de Barberà, així com la zona de l'alta Segarra.
El 976, Almansor i el seu fill Abd al-Màlik feren incursions continuades contra les terres frontereres i que d'anada o de tornada, arrasaven les terres de l'alta Segarra, produint així una gran despoblació.
Això va fer que entre l'any 1010 i 1015, el comte Ramon Borrell i la comtessa Ermessenda de Carcassona donaren al bisbe de Vic un territori per poblar, que antigament s'anomenava Segarra, dins del qual hi havia tres puigs anomenats Calaf, Calafell i Ferrera. Posteriorment, el bisbe Borrell procedí a encomanar la repoblació del territori a Guillem. Va ser l'encarregat de construir fortificacions als tres puigs esmentats i governar-los. Més endavant va passar a ser territori de l'església d'Osona.
L'any 1093 al peu del puig i del recinte fortificat del castell de Calaf sorgí un nucli de població que es protegia amb una muralla feta de mur de tàpia.
En aquest moment ja es devia celebrar a fora de les muralles un mercat que servia per a l'intercanvi de productes entre els habitants de l'alta Segarra i els d'altres contrades. Això no obstant, el mercat no es documenta com a existent fins a l'any 1226, quan, en el seu testament, Bernat d'en Blanc fa constar que tenia unes cases a la vila de Calaf i unes altres en el mercat de Calaf.
Al pas del segle xi al segle xii va sorgir la moneda pròpia de Calaf a causa de la necessitat a mercat i s'estengué la moneda fins a Manresa. Va desaparèixer perquè el benefici de les monedes encunyades a Calaf se l'emportaven els vescomtes de Cardona, i els de Manresa, el bisbe de Vic. Això va portar un gran conflicte i al final només va circular la moneda de Vic.
Igual que a tota vila catalana amb certa activitat econòmica, a Calaf hi havia una comunitat jueva. Entre 1361 i 1411 es documenta l'existència de diverses persones que es dedicaven al préstec de diners i se'ls feia constar com a jueus. Sembla que la persecució de jueus que es produí a Catalunya no va afectar els jueus que residien a Calaf, però més endavant no s'hi fa cap altra referència; podria ser que els que hi havia es convertissin al cristianisme, emigressin voluntàriament o haguessin estat expulsats de Catalunya.
La batalla de Calaf fou una de les batalles de la Guerra Civil Catalana i tingué lloc el 28 de febrer del 1465 entre l'exèrcit de Pere el Conestable de Portugal, que comandaven Jofre de Rocabertí i de Montcada juntament amb Bernat Gilabert II de Cruïlles, i els partidaris de Joan el Gran, comandats per l'aragonès Fernando de Rebolledo i Joan Ramon Folc IV de Cardona, i que acabà amb victòria reial.

### Edat Moderna
Calaf es comença a desenvolupar com a vila cap a la fi del segle xi, però fins al segle xvii no arriba a tenir un relleu important. Els comtes de Cardona l'afavoriran en moltes ocasions amb privilegis, de manera que es convertirà així en un centre comercial i de mercat.

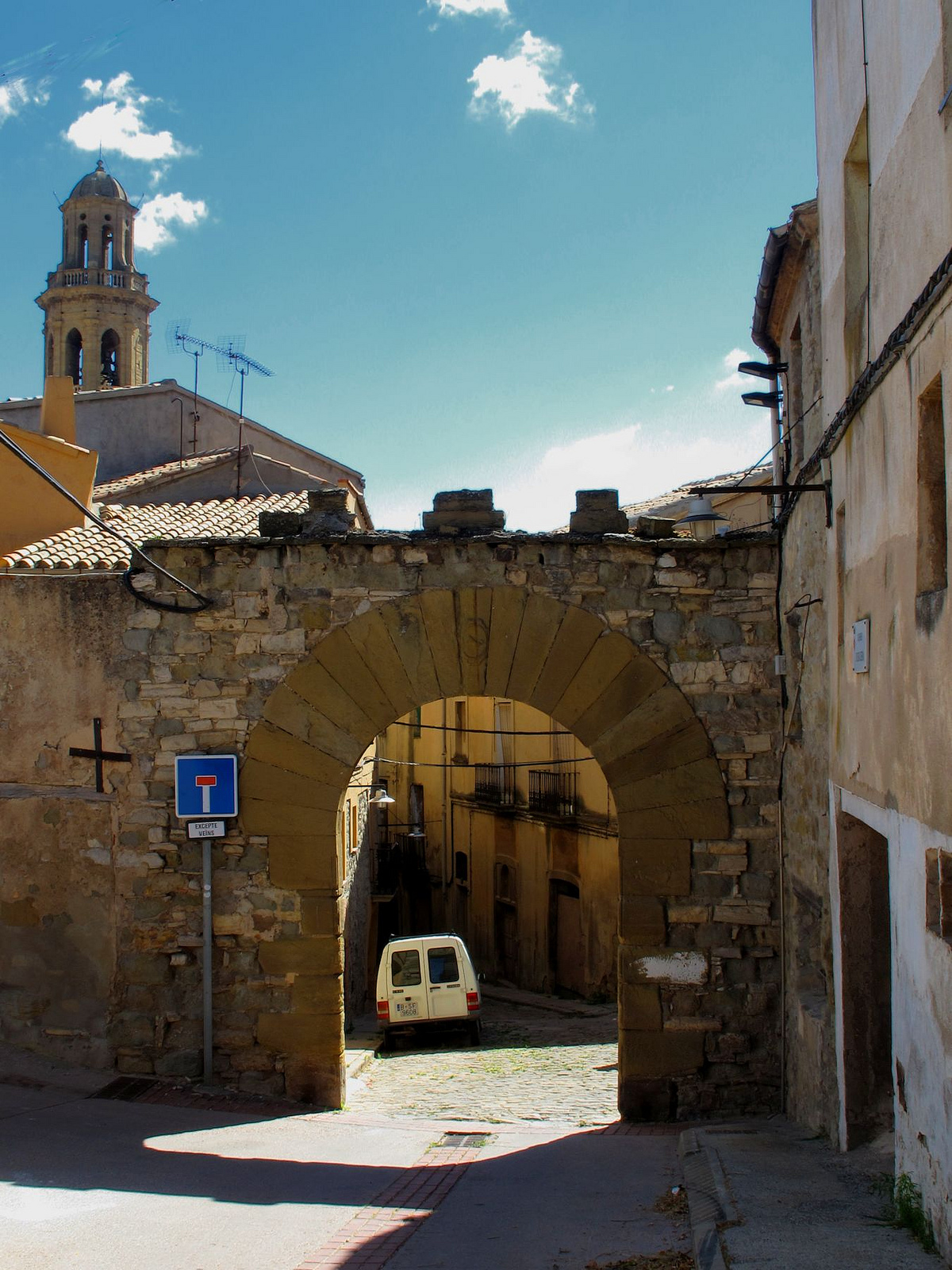
Portal de Xuriguera

La vila es va anar desenvolupant al voltant del castell, situat en un puig des d'on es pot dominar tota la vila; així aquesta aprofita la protecció que li proporcionen les muralles del castell. Actualment encara queden restes de tres dels seus portals, el de Xuriguera, el de l'Hospital i el del carrer Sant Jaume, tot i que aquests corresponen a una reconstrucció feta cap al 1584.
Al costat dels murs hi havia l'antiga parròquia de Sant Pere de Calaf, la qual havia estat la parròquia de la vila fins al segle xiv. Amb això, Sant Pere passà a ser una sufragània de la parròquia de Sant Jaume fins al segle xvii i queda relegada a fer-hi les misses exequials, ja que era l'església que quedava més a prop del cementiri i es va ensorrar l'any 1781 a causa del seu mal estat.
El priorat canonical de Sant Jaume era un edifici romànic amb tres absis. Aquest edifici va ser reduït per construir-hi el nou convent de franciscans, del qual queda l'edifici, encara que en un estat ruïnós. Es va crear com a filial de l'abadia canonical de Sant Vicenç de Cardona el 1069.
El primer prior secular fou Francesc Sala entre els anys 1597 i 1624. Va ser qui va començar les obres de l'actual església de Sant Jaume al centre de la vila. No es coneix exactament la data de l'inici de les obres, però se sap que ja s'hi treballava el 1603 i que l'obra va ser finalitzada el 1639.
Més endavant, l'any 1670, es van construir la façana i el campanar, que van ser acabats en l'any 1720 i 1889 respectivament.
Entre el 1649 i 1654 va sorgir a Catalunya la pesta bubònica, i Calaf es va trobar afectada el 1651. Només va durar deu mesos però va reduir la població a un 40 per cent guanyant-se 413 morts dels 1097 habitants.
En acabar l'epidèmia, el poble de Calaf va aixecar l'ermita de Sant Sebastià, situada en un cim que porta el mateix nom, en acció de gràcies per haver-se acabat la devastadora epidèmia.

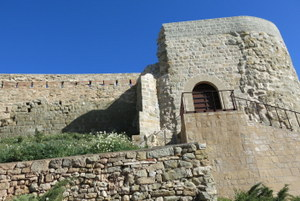
El castell de Calaf

Durant el segle xviii Calaf no es va veure al marge dels successos que es produïren a la resta de Catalunya. Més directament o indirecta també va patir les conseqüències del Corpus de Sang i la guerra de Successió, ja que aquests fets dificultaren l'exportació de gra. A més a més, amb la guerra de Successió, Calaf va patir moltes vegades els replegaments de les tropes borbòniques i el poble es veia trasbalsat a causa del comportament brutal de la soldadesca.
Pel maig de 1710, un destacament borbònic irlandès, a les ordres del tinent general Daniel O'Mahony, atacà el castell de Calaf, on hi havia una guarnició austriacista, i a continuació, hi calà foc, després de prendre i destruir una gran quantitat de provisions de l'exèrcit austriacista. Un any i mig més tard, durant els mesos de setembre i desembre de 1711, en l'enfrontament dels Prats de Rei, la vila de Calaf acollí el quarter general borbònic del Duc de Vendôme, que es trobava instal·lat al casal de Mn. Jeroni Abadal. La vila fou ocupada per més de 30.000 soldats, que es desplegaren també per la població de Sant Martí Sesgueioles, fins que abandonaren la zona el desembre de 1711.

### Edat Contemporània
Durant el segle xix Calaf també va patir les contingències de la guerra del Francès. El 1833 Calaf va ser afectada per la primera guerra carlista, ja que el 1837 es va produir la càrrega de la cavalleria de Serrano a Calaf. La raó era que les tropes carlistes de Benet Tristany havien posat setge a la població. Els voluntaris de la milícia van defensar-se dels carlistes; aquests, però, van aconseguir entrar al poble i quan la milícia s'havia replegat cap al castell per poder-se defensar millor, van arribar els reforços dels lliberals pel camí de Manresa. Els dos exèrcits es van enfrontar i els carlins es van haver de retirar.

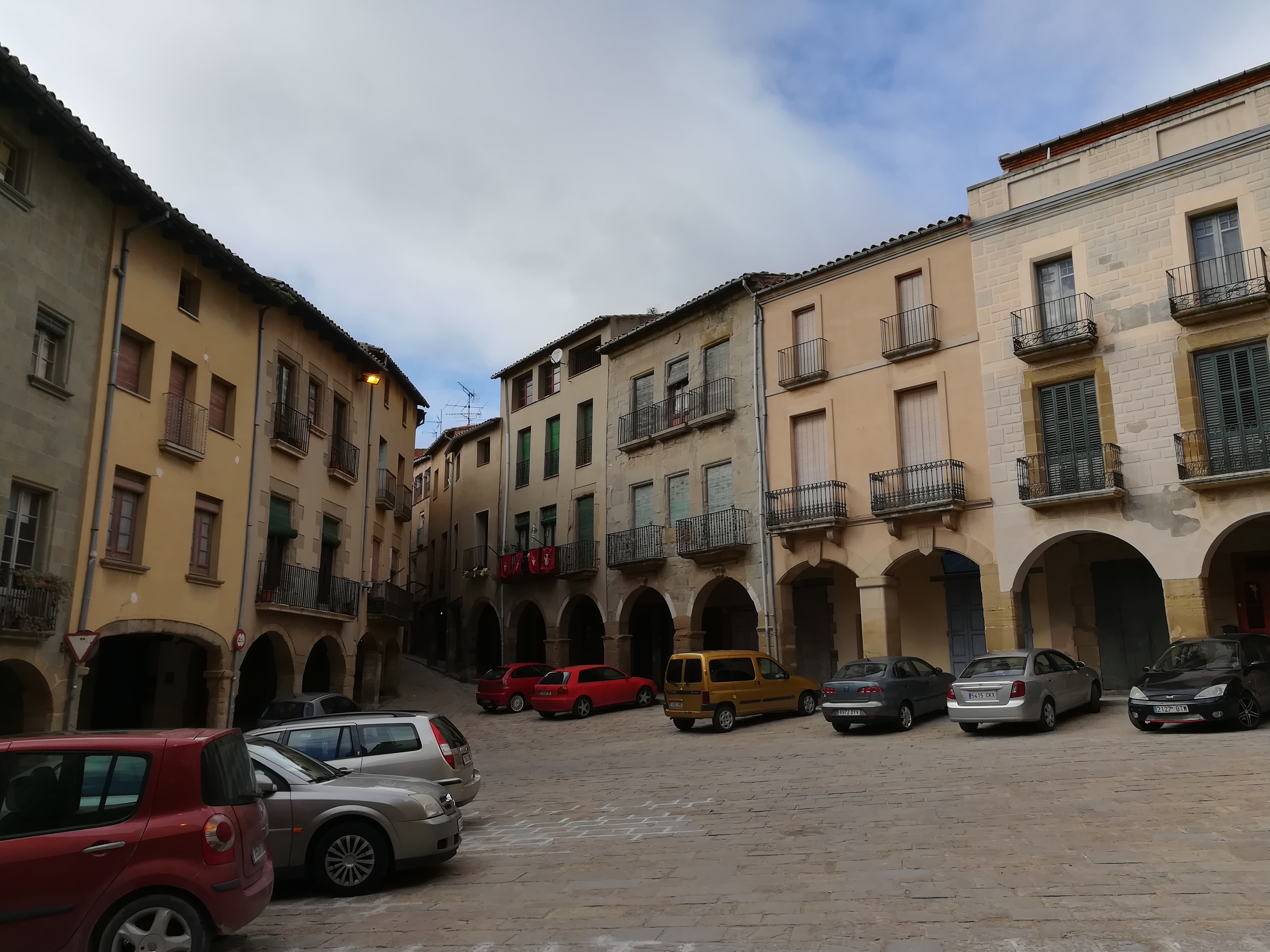
Plaça Gran

Durant la tercera guerra carlina, Calaf també es va veure entre dos focs, ja que una tropa carlina es va refugiar a Calaf i una brigada de perseguidors al campanar de Sant Sebastià per fer-hi nit. En despuntar l'alba van fer foc contra la població i van causar la mort d'una persona i en van ferir una altra.
Entrats al segle xx, Calaf va patir, com tot Catalunya, les penúries de la Guerra Civil de 1936-1939. Durant aquesta contesa, la parròquia de sant Jaume va ser saquejada i el seu capellà va ser assassinat. En el saqueig es van cremar els retaules de l'època barroca que hi havia a l'església, l'orgue que datava del 1670 i també bona part de l'arxiu parroquial.
Segons el llibre El paper-moneda català, escrit per Antoni Turró, a Calaf durant l'any 1937 es van crear uns bitllets que tenen la particularitat d'ésser confeccionats en uns fulls de plàstic (nitrocel·lulosa transparent). Aquests bitllets de Calaf van ser els primers del món que van ser fets amb aquest material. Els valors d'aquests bitllets estaven en pessetes.
A principi del segle xx hi hagué un fet que va suposar una gran millora per al poble: l'arribada d'aigua potable a Calaf, ja que per la manca d'aigua de la zona, la vila no tenia aigua corrent i calia emmagatzemar-la en cisternes.

## Cultura

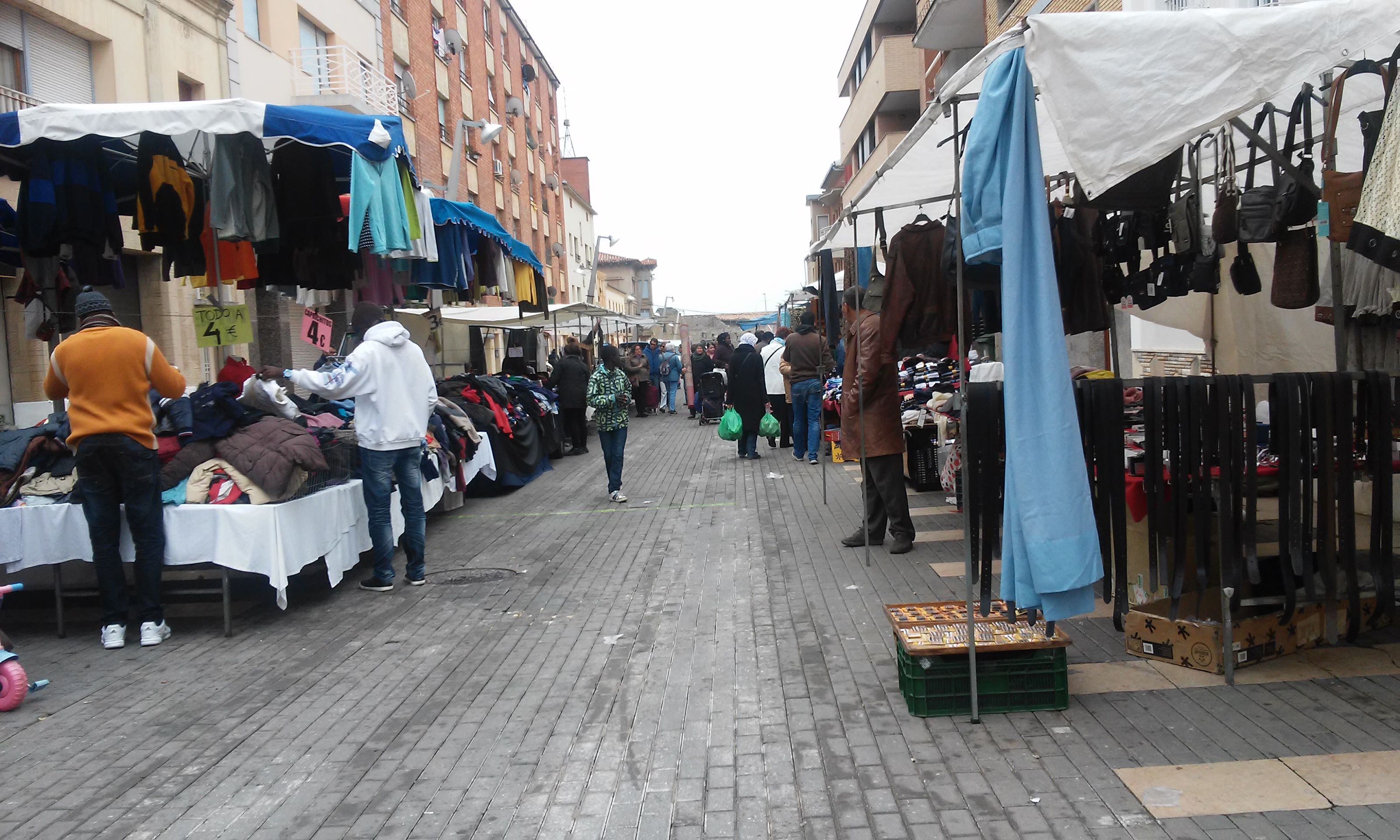
El raval de Sant Jaume, un dia de mercat

Al llarg de tot l'any es presenten diverses festivitats en els diversos nuclis de població (Calaf i La Pineda): 
- Cada dissabte de l'any hi ha el Mercat de Calaf.[7]
- Hi ha la Festa Major d'Hivern al febrer (per Santa Calamanda).
- Se celebra la Festa Major el primer cap de setmana de setembre.
- El dia 1 de novembre hi ha la Fira de la Carbassa.
- Durant un cap de setmana d'abril se celebra l'Ecofira', dedicada a productes i alternatives ecològiques.
- L'últim cap de setmana de juny hi ha el desFOLCa't - Festival de Música Popular i Tradicional de Calaf, organitzat per la Comissió Organitzadora de Música Tradicional de Calaf i Alta Segarra (COMTCASE).
- Des del dia 25 de desembre fins a la fi del mes de gener hi ha la representació dels Pastores de Calaf.

## Patrimoni arquitectònic i artístic

### Església parroquial de Sant Jaume
L'església parroquial de Sant Jaume, situada en un dels extrems de la plaça Gran, és d'estil renaixentista però de tradició gòtica. L'església està formada per un única gran nau coberta amb volta de creueria que té annexionades capelles laterals obertes entre els contraforts.
La construcció de l'església començà l'any 1603, i s'erigí en el mateix lloc on s'havia alçat la capella de sant Miquel l'any 1356. L'any 1720 les obres de construcció acabaren, però ja havia estat obert el culte molt abans, l'any 1639. L'any 1899 es va afegir un portal neogòtic. L'església compta també amb un campanar amb forma octogonal de 56,60 m d'alçada que va ser començat l'any 1670 però no va ser acabat fins al 1889. El campanar s'ha convertit en un dels símbols de la localitat.
Una de les curiositats de l'església és que a la cripta, finalitzada l'any 1649 i que es troba sota el presbiteri, hi ha les restes de Santa Calamanda, la patrona de Calaf.

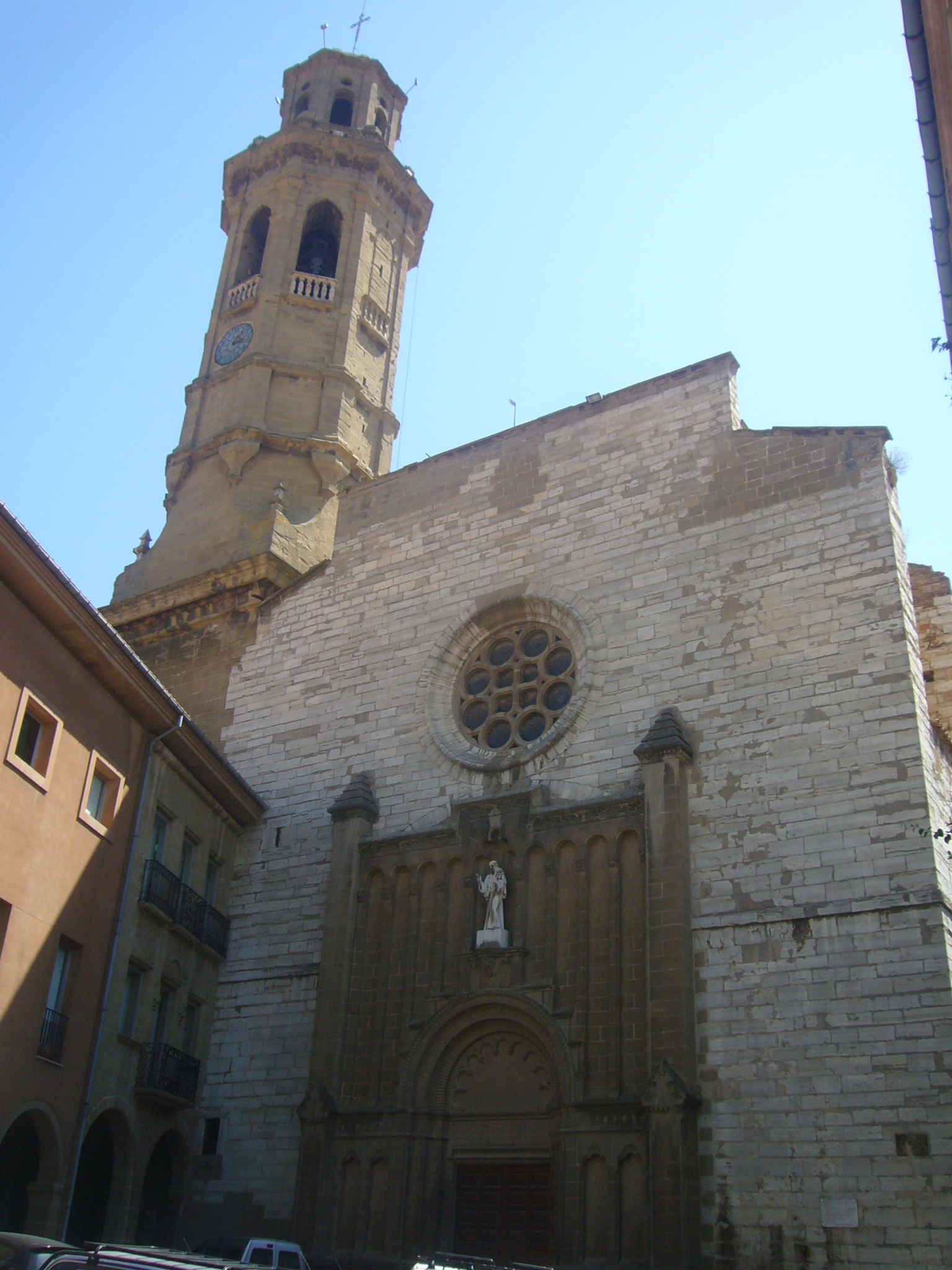
Façana i campanar de l'església de Sant Jaume
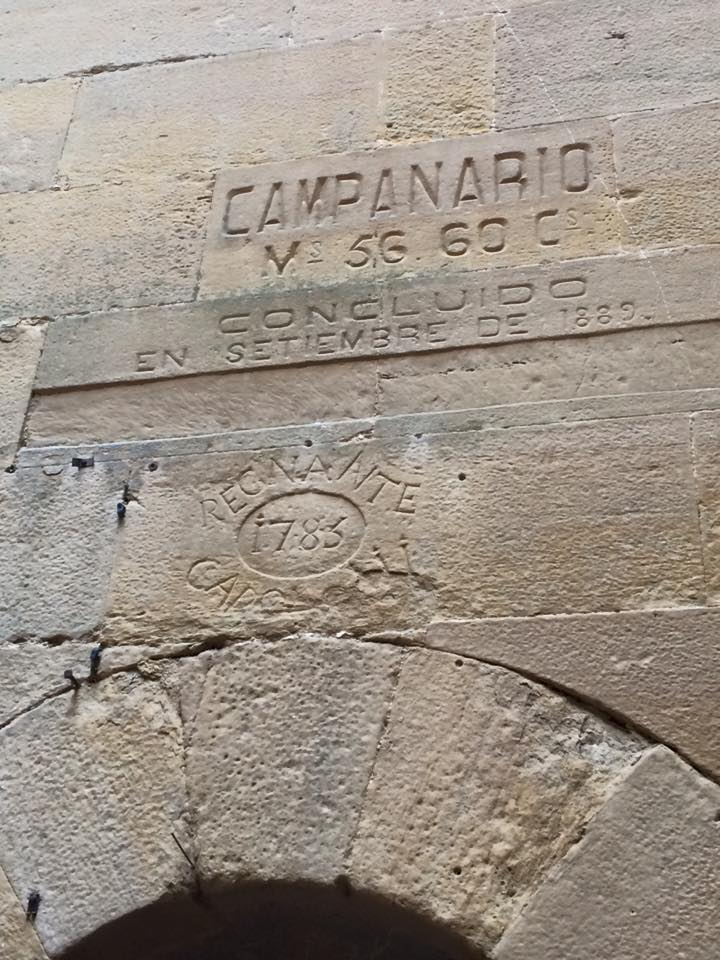
Base del campanar de Calaf amb l'alçada exacta d'aquest

### Convent de Sant Francesc

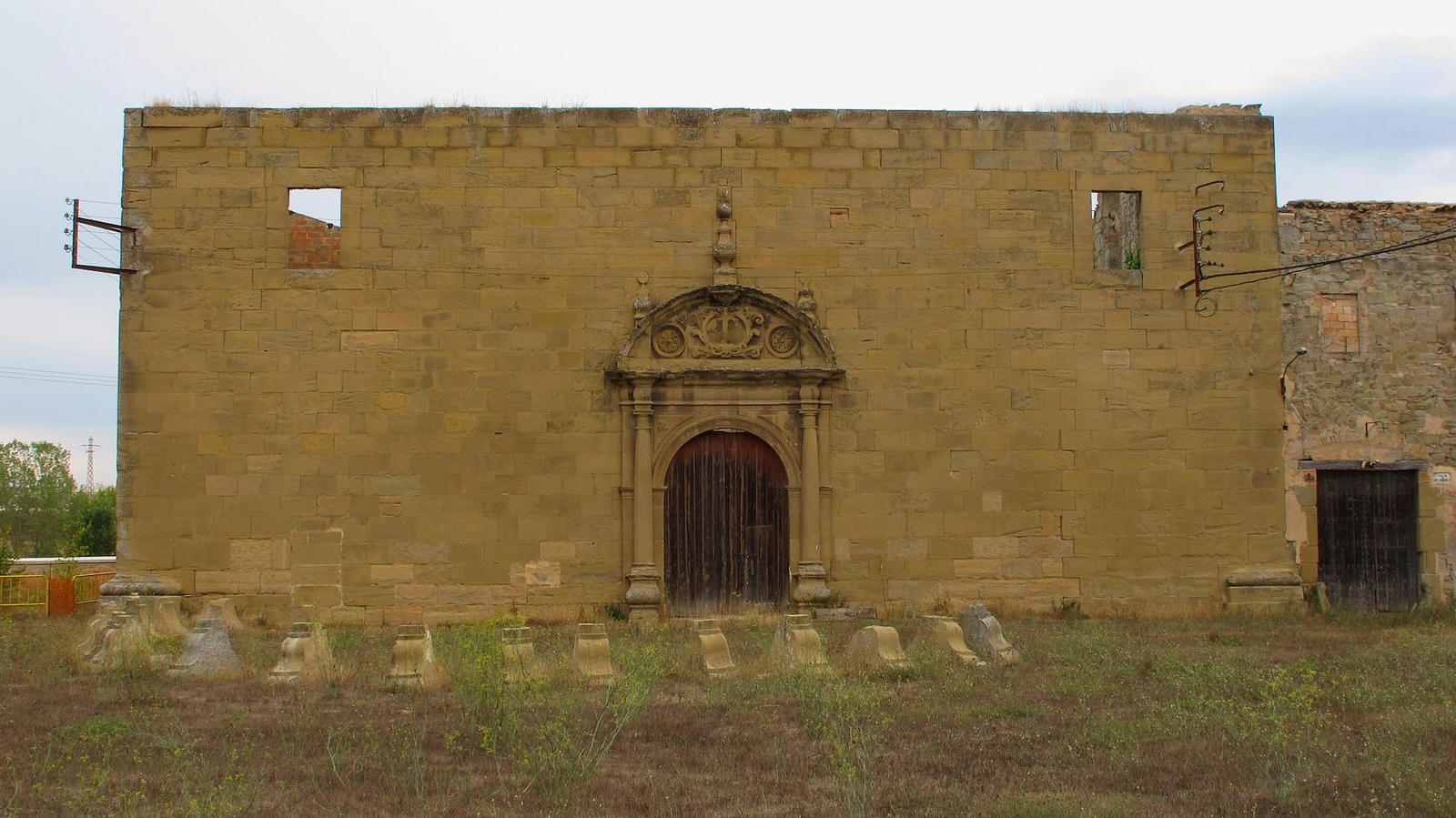
El convent de Sant Francesc

El convent de Sant Francesc, situat davant l'estació, ocupa el solar de l'antic priorat de Sant Jaume. Els franciscans, establerts a Calaf el 1696, el van construir entre el 1715 i el 1729. L'església fou acabada entorn del 1750. El convent fou exclaustrat el 1822 i definitivament el 1835; aleshores el seu edifici fou venut a particulars. Al final de la dècada del 1990 es trobava en estat d'abandonament.

### Ermita de Sant Sebastià

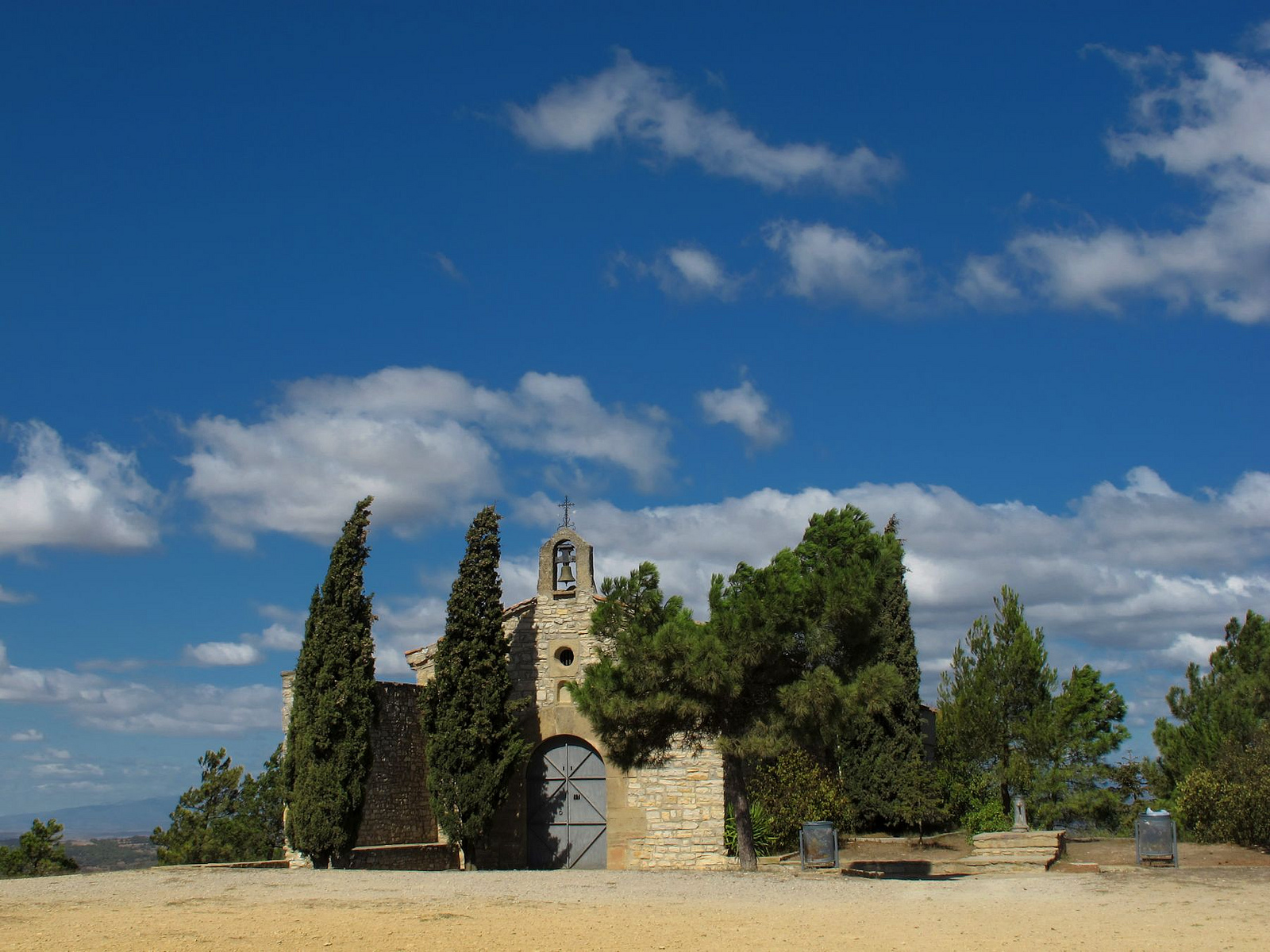
L'ermita de Sant Sebastià, situada al turó homònim, de 769 metres

L'ermita de Sant Sebastià està situada al turó de Sant Sebastià i és un edifici construït a final del segle xvii pels jurats de Calaf en agraïment a la població que s'havia deslliurat de la pesta negra.

### Castell

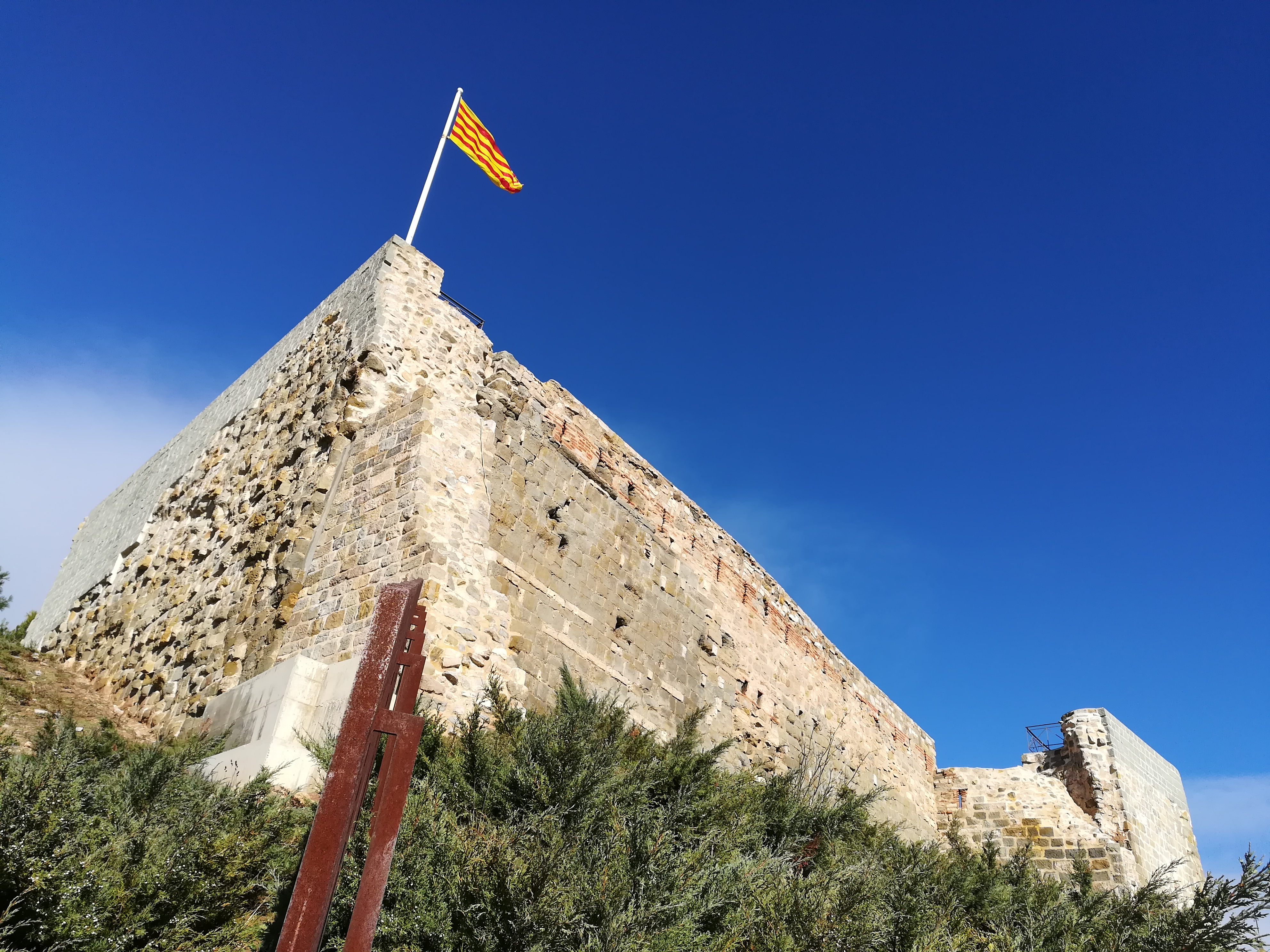
Castell de Calaf

El castell de Calaf és una fortificació que es troba a la part alta de Calaf en un estat de semi-ruïnes. Aquest emplaçament és un punt estratègic de control perquè es troba entre dues vies de comunicació ja existents a l'època romana. Aquesta fortificació té un perímetre poligonal amb els angles arrodonits. Tot i que es troba en un estat de semiruïna encara es conserven dos portals a dins del recinte de les muralles, que són el de Xuriguera i el de l'Hospital. L'any 1781, el castell acabà enrunant-se fins a arribar avui dia que s'han aplicat diverses feines de recuperació. Està declarat com a Bé Cultural d'Interès Nacional.

### Hospital
L'Hospital està situat a la part més alta de Calaf, a l'altura dels peus de castell. Actualment aquest hospital s'ha reconvertit en un centre cívic, tot i que la seva fundació original és del segle xix. Primerament, aquesta edificació tenia com a objectiu el donar acollida als viatgers que visitaven la zona. Més tard, va ser la seu de les monges carmelites, i posteriorment de les monges dominiques.

### Escultures de les trobades internacionals d'escultors
Des del 1993 i durant alguns anys, Calaf acollí una trobada internacional d'escultors que desenvoluparen la seva obra a la població i van deixar les seves creacions instal·lades en diferents espais urbans.
Des dels inicis s'han inscrit a la trobada artistes originaris de diversos països d'arreu d'Europa i el món. D'entre les 27 peces existents, destaquen:
- La guanyadora de la primera edició, La lucha de Fénix contra el crepúsculo, de l'alemany André Martus, a la carretera de Sant Martí.
- Un dels primers premis de la segona trobada, Esquelets crisàlida, d'Albert Casañé, a la carretera Llarga.
- Dual, de Federico Gómez, al vestíbul de l'Ajuntament.
- El carregador, de Cristoph Hafner, Rosario Plate i Miquel Valdasquín, al peu del campanar.
- Monas, de la grega Cristina Sarantopoulo, a la plaça de Barcelona 92.
- Twister Chair, de l'estatunidenca Mary Dunn, a la plaça de les Eres.
- House for Two, de Michael Schoenholtz, a la plaça de la Llibertat.

## Política i govern
En les eleccions municipals de 2015 la participació a Calaf va ser de 1.708 vots (73,46%), 12 dels quals van ser vots nuls (0,70%) i 49 en blanc (2,89%). S'escolliren un total d'11 regidors. El cap de llista de JC-AM, Jordi Badia i Perea, fou investit alcalde sense majoria absoluta.
| Candidatura | Candidatura                               | Vots | %Vots | Regidors | +/- |
| ----------- | ----------------------------------------- | ---- | ----- | -------- | --- |
|             | Junts per Calaf - Acord Municipal (JC-AM) | 687  | 40,51 | 5        | +4  |
|             | Grup d'Independents per Calaf (GIC)       | 424  | 25,00 | 3        | -   |
|             | Convergència i Unió (CIU)                 | 353  | 20,81 | 3        | -4  |
|             | Ara Calaf - Entesa (AC-E)                 | 95   | 5,60  | 0        |     |
|             | Plataforma per Catalunya (PxC)            | 54   | 3,18  | 0        | -3  |
|             | Partit Popular (PP)                       | 34   | 2,00  | 0        |     |
|             | Altres                                    | 12   | 0,70  | -        | -5  |
|             | vot en blanc                              | 49   | 2,89  | -        | -   |
| Total       | Total                                     | 1614 | 100%  | 11       | 11  |

Font: Departament de governació i administracions públiques - Les eleccions municipals 2015
| Període     | Alcalde o alcaldessa        | Partit polític | Data de possessió | Observacions |
| ----------- | --------------------------- | -------------- | ----------------- | ------------ |
| 1979–1983   | Pere Soriguera Bubet        | Independents   | 19/04/1979        | --           |
| 1983–1987   | Ramon Rivalta Llobet        | CIU            | 28/05/1983        | --           |
| 1987–1991   | Ramon Rivalta Llobet        | CIU            | 30/06/1987        | --           |
| 1991–1995   | Francesc Cribillers Riera   | Independents   | 15/06/1991        | --           |
| 1995–1999   | Francesc Cribillers Riera   | Independents   | 17/06/1995        | --           |
| 1999–2003   | Josep Casulleras Closa      | Independents   | 03/07/1999        | --           |
| 2003–2007   | M. Antònia Trullàs Povedano | CIU            | 14/06/2003        | --           |
| 2007–2011   | M. Antònia Trullàs Povedano | CIU            | 16/06/2007        | --           |
| 2011–2015   | M. Antònia Trullàs Povedano | CIU            | 11/06/2011        | --           |
| 2015–2019   | Jordi Badia i Perea         | ERC            | 13/06/2015        | --           |
| 2019-2023   | n/d                         | n/d            | 15/06/2019        | --           |
| Des de 2023 | n/d                         | n/d            | 17/06/2023        | --           |

## Demografia
| Entitat de població | Habitants (2024) |
| Calaf               | 3.434            |
| la Pineda           | 161              |
| Font: Idescat       |                  |

La població del municipi es concentra sobretot a la vila, així com a la urbanització de la Pineda. A més a més, hi ha algunes masies aïllades. El 1860, quan la vila tenia 251 cases, i el Soler Lladrús, 2, tan sols hi havia una desena de masies.
Els documents del segle xiv, els primers conservats a l'arxiu municipal, testimonien una població força notable de menestrals, mercaders i fins a una petita comunitat jueva. La primera estadística coneguda, dels volts del 1380, dona a la població la xifra de 63 famílies, molt inferior a l'assolida abans de la Pesta Negra. Al llarg del segle xv, el cens es va mantenir estable, car tenia 66 famílies el 1497. Al llarg del segle xvi, temps en què es configurà la vila antiga, la població conegué un gran augment segons revelen el cens del 1515, que li dona 91 focs, el del 1553, que li n'assenyala 128, i el del 1626, que li’n dona 214. Durant els segles xviii i xix la població oscil·là entre els 1.200 i els 1.400 habitants, i és només a partir del 1920 i el 1930 que la població va créixer molt, i encara més des dels anys cinquanta i fins a l'inici dels anys vuitanta, que passà a 2.206 habitants el 1950, 3.143 habitants el 1975 i 3.231 habitants el 1981. En les dècades del 1980 i 1990 la població va tornar a iniciar una lleugera davallada, com indicaven el cens del 1991, amb 3.207 habitants, i el cens del 2001, amb 2.975 habitants. No obstant això, durant la dècada del 2000 es va tornar a recuperar.
| Rang | Nacionalitat | Nombre |
| ---- | ------------ | ------ |
| 1    | Marroc       | 308    |
| 2    | Romania      | 132    |
| 3    | Senegal      | 38     |
| 4    | Guinea       | 35     |
| 5    | Ucraïna      | 31     |
| 6    | Polònia      | 24     |
| 7    | Equador      | 4      |
|      | Altres       | 63     |

Segons el cens del 2017, Calaf té un total de 3.477 habitants, dels quals 1.776 són homes i 1.701 són dones. Un total de 635 572 habitants són estrangers, el 18.26% de la població total, molt per sobre de la mitjana comarcal del 7,64%. D'aquests, 308 són marroquins (48,50%), 132 són romanesos (20,79%), 38 són senegalesos (5,98%), 35 són guineans (5,51%), 31 són ucraïnesos (4,88%), 24 són polonesos (3,78%), 4 són equatorians (0,63%) i 63 són d'altres nacionalitats (9,93%).
| 1497 f | 1515 f | 1553 f | 1717  | 1787  | 1857  | 1877  | 1887  | 1900  | 1910  |
| ------ | ------ | ------ | ----- | ----- | ----- | ----- | ----- | ----- | ----- |
| 66     | 91     | 128    | 1.041 | 1.314 | 1.311 | 1.354 | 1.223 | 1.396 | 1.512 |

| 1920  | 1930  | 1940  | 1950  | 1960  | 1970  | 1981  | 1990  | 1992  | 1994  |
| ----- | ----- | ----- | ----- | ----- | ----- | ----- | ----- | ----- | ----- |
| 1.519 | 1.765 | 1.705 | 2.206 | 2.485 | 2.808 | 3.225 | 3.187 | 3.204 | 3.204 |

| 1996  | 1998  | 2000  | 2002  | 2004  | 2006  | 2008  | 2010  | 2012  | 2014  |
| ----- | ----- | ----- | ----- | ----- | ----- | ----- | ----- | ----- | ----- |
| 3.148 | 3.055 | 3.016 | 3.080 | 3.214 | 3.352 | 3.561 | 3.611 | 3.538 | 3.475 |

| 2016  | 2018  | 2020  | 2022  | 2024  | 2026 | 2028 | 2030 | 2032 | 2034 |
| ----- | ----- | ----- | ----- | ----- | ---- | ---- | ---- | ---- | ---- |
| 3.424 | 3.547 | 3.656 | 3.590 | 3.618 | -    | -    | -    | -    | -    |

## Economia

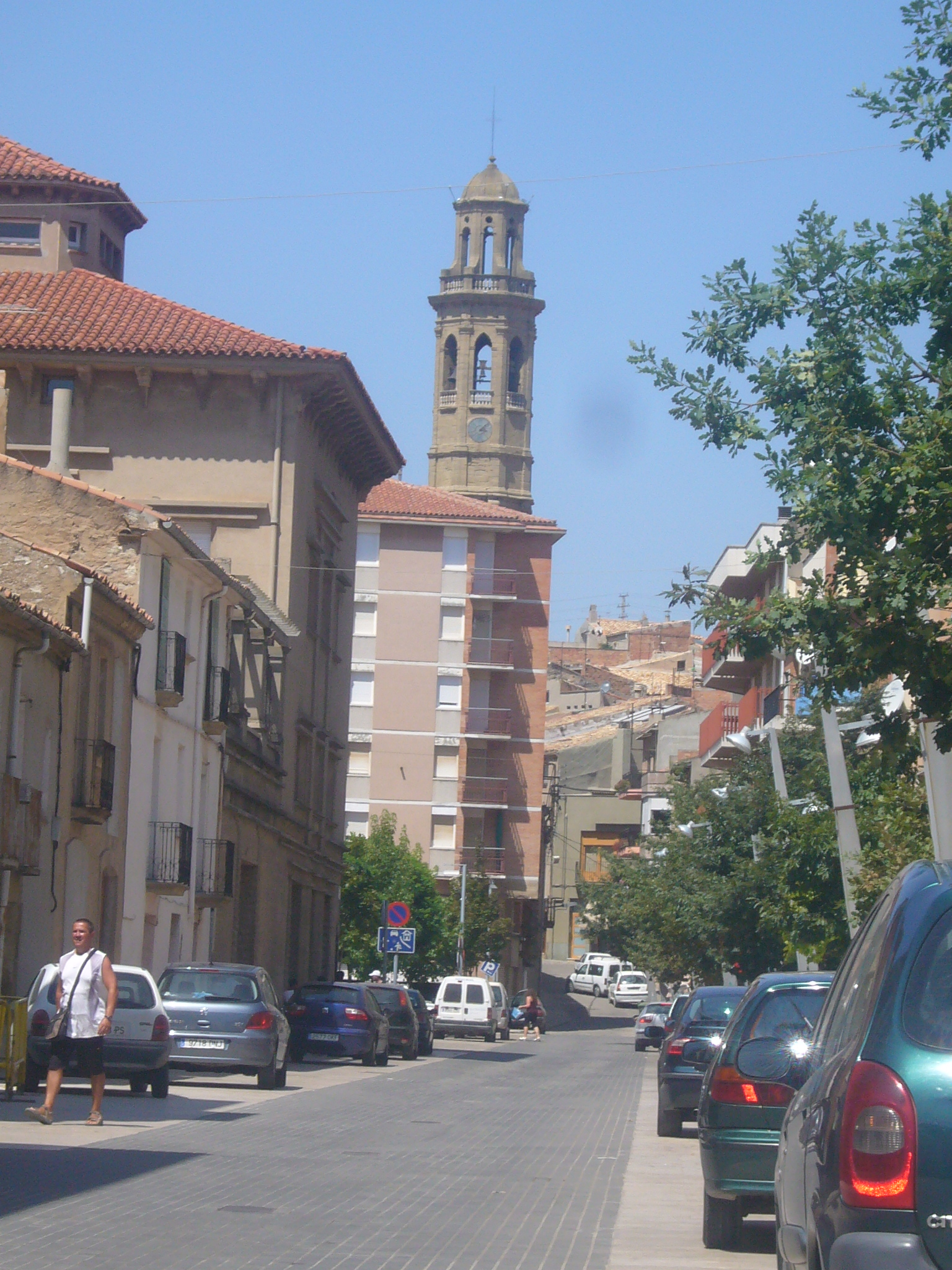
El raval de Sant Jaume, un dels carrers principals de Calaf

A partir de les dades de població activa hom observa una recessió continuada del sector agrícola i ramader, ja que si el 1975 ocupava el 8,9 per cent dels actius, la població ocupada en aquest sector el 2001 era del 3,58 per cent. El terme municipal, molt planer, és ocupat en bona part per terres de conreu, gairebé totes de secà, dedicades als cereals (ordi i blat). La ramaderia es basa en la cria d'aviram i de bestiar porcí, i en menor grau en la cria de conills i de bestiar oví. Cal remarcar que l'extensió dels terrenys forestals va sofrir una important recessió sobretot en la dècada del 1980.

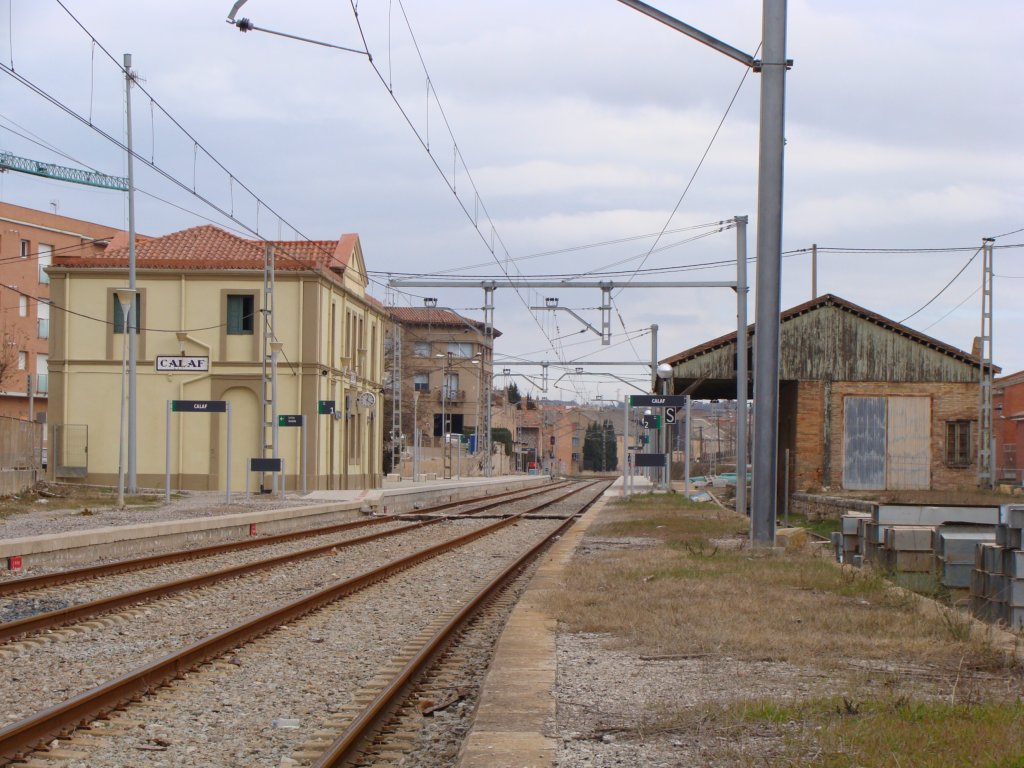
L'estació de Calaf

Les activitats menestrals i de comerç han tingut certa tradició en el municipi. A Calaf consten paraires des del XIV, que el 1516 ja formaven confraria. Calaf havia tingut moneda pròpia als segles xii i xiii, i al XIV hi havia un grup de famílies jueves, que devien ser menys de deu, ja que mai no formaren aljama, a les quals acudien a demanar diners gent dels pobles veïns (Pujalt i Sant Martí Sesgueioles). La indústria ha esdevingut la base de l'economia local amb el 42,59% dels ocupats. L'estructura és prou diversificada, però el sector més important és el dels materials de construcció, com ara les terres cuites (maons, teules). També hi ha indústria tèxtil, de maquinària agrícola i de la construcció. El municipi és situat en una zona lignitífera que ha estat explotada de manera intermitent amb l'extracció de les mines.
La capitalitat econòmica de Calaf s'exercia antigament sobretot pels mercats i les fires. El mercat de Calaf, tan famós fins i tot per les contalles, que l'han fet passar al camp de les dites folklòriques, existia des d'abans del 1345, ja que un privilegi dels vescomtes de Cardona d'aquell any faculta només els jurats de Calaf, i no els particulars, d'arrendar bancs i taules als venedors del mercat.
Un altre privilegi del rei Pere III, donat dos anys més tard (1347), autoritza que puguin assistir als mercats i les fires de Calaf els habitants dels Prats de Rei i de Sant Martí Sesgueioles, que eren súbdits reials. La importància del mercat de Calaf s'ha anat mantenint, amb un àmbit que ultrapassa el terme municipal. Se celebra el dissabte a la plaça dels Arbres; és molt concorregut i un element de primer ordre pel que fa a la cohesió de la subcomarca de l'Alta Segarra o Segarra Calafina. La fira de setembre del Mercat de Calaf coincideix amb la celebració de la festa major.

## Serveis

### Centres d'ensenyament
- Escola Alta Segarra
- Institut Alexandre de Riquer

## Comunicacions
Per arribar a aquest municipi existeixen diverses vies d'accés tant per via ferroviària com per turismes, i són les següents:
- Per l'autovia A-2 que va de Barcelona a Lleida.
- Per la carretera comarcal C-25 que va de Girona a Lleida.
- Per la carretera comarcal C-1412 que va d'Igualada a Tremp.
- A través de la línia ferroviària de RENFE que va des de Manresa fins a Lleida.

## Calafins il·lustres

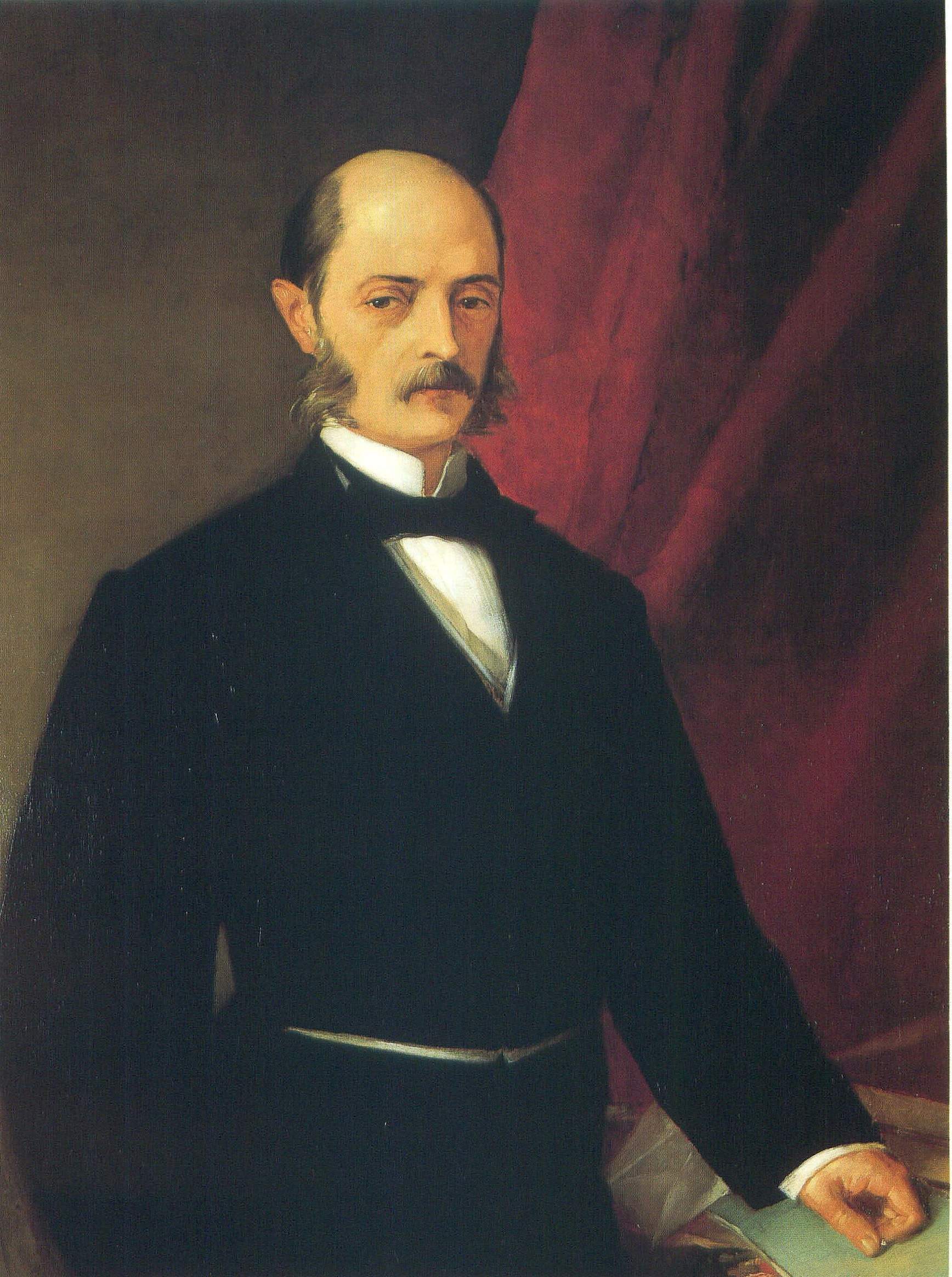
Laureà Figuerola, nascut a Calaf l'any 1816 i inventor de la pesseta

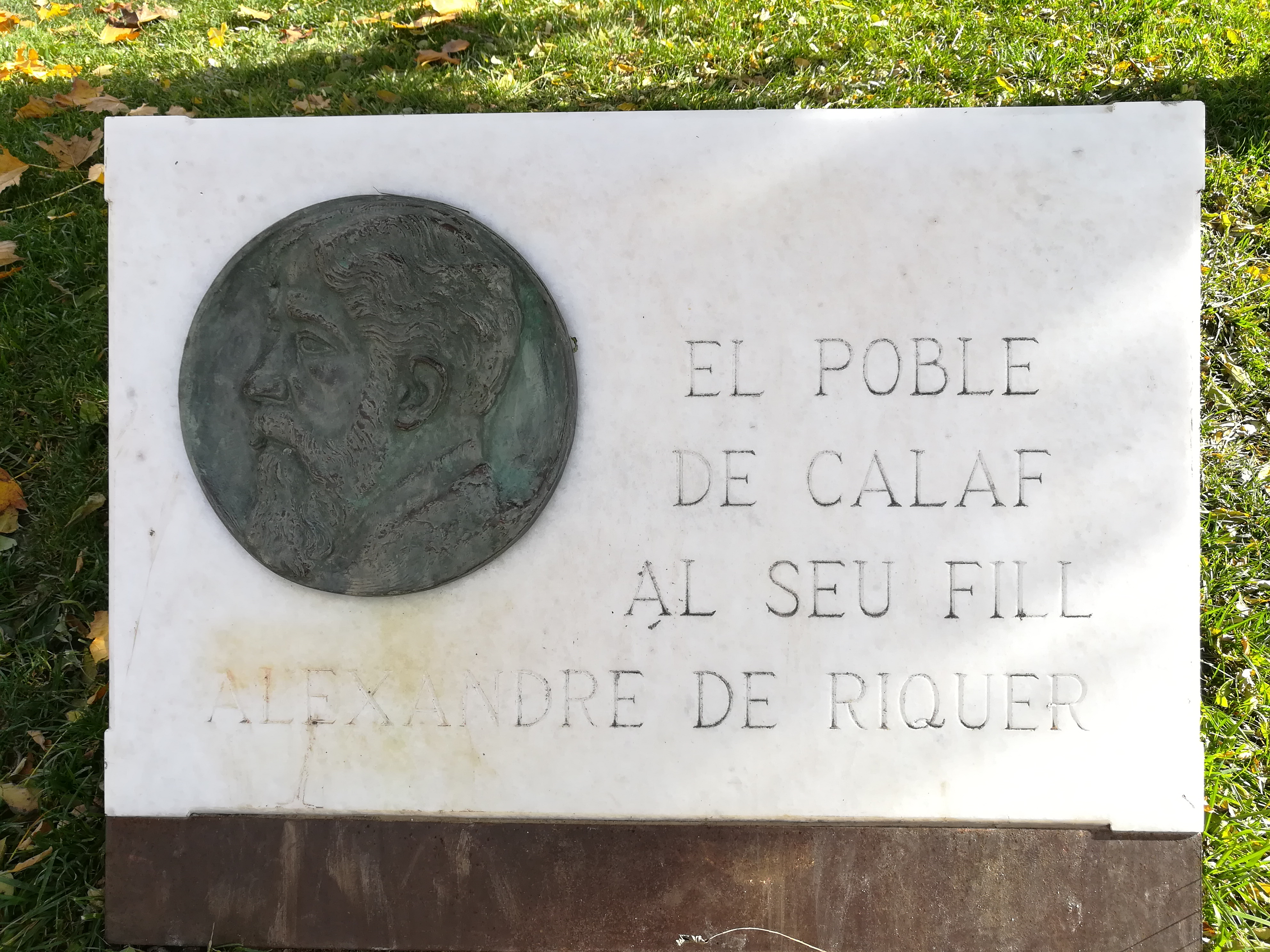
Placa en record d'Alexandre de Riquer a la plaça dels Arbres

Alguns personatges il·lustres provinents d'aquesta municipi són:
- Laureà Figuerola va ser un dels instauradors de la pesseta, ministre de finances i també va ser un defensor de les teories lliurecanvistes del moment.
- Pere Jorba i Gassó va ser el fundador dels magatzems Jorba que podem trobar a Manresa i Barcelona.
- Alexandre de Riquer i Ynglada fou un artista modernista polifacètic.
- Celdoni Fonoll és un cantautor.
- El barceloní Apel·les Mestres, que va escriure una rondalla que reflecteix alguns dels trets característics de la vila i que va donar lloc a la coneguda dita que s'utilitza per definir una situació de molt rebombori que no permet que la gent s'entengui: "Això sembla el mercat de Calaf".

## Ciutats agermanades
Es manté una relació d'agermanament amb les següents ciutats:
- Soal  (Occitània) (2007)